# Jacques Balmat

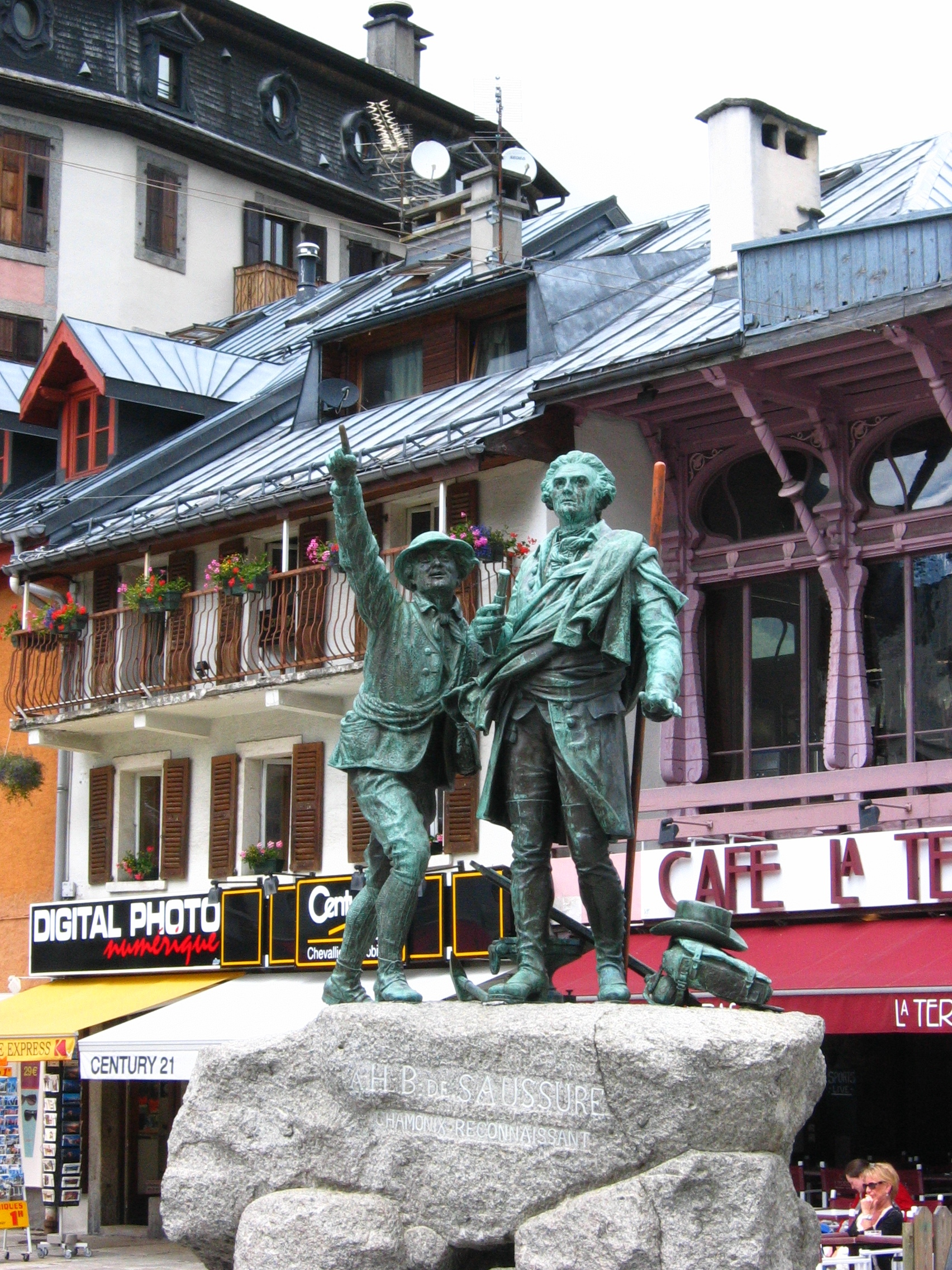
Jacques Balmat (esquerra) al costat d'Horace-Bénédict de Saussure, "el pare de l'alpinisme", en un monument erigit a Chamonix.

Jacques Balmat, anomenat le Mont Blanc (1762–1834) era un alpinista de la Savoia i guia de muntanya, nascut a Chamonix, a la vall de Savoia, una regió que en aquell moment formava part del Ducat de Savoia. Caçador i col·leccionista de cristalls de quars, Balmat va completar el primer ascens al Mont Blanc al costat del metge Michel-Gabriel Paccard el 8 d'agost de 1786. Aquesta gesta, un assoliment de gran importància en la història de l'alpinisme, el feu mereixedor del títol honorífic de le Mont Blanc per part del rei Víctor Amadeu III de Sardenya. Després de coronar el Mont Blanc, Balmat va recollir la recompensa que Horace-Bénédict de Saussure havia ofert 25 anys abans al primer home que pugés i baixés la muntanya. El 3 d'agost de 1787, Balmat va ajudar a Saussure a assolir el cim, junt a 17 persones més.
| «                   | L'ascensió per ella mateixa ja era un fet magnífic; una fantàstica gesta de valor i resistència sostinguda duta a terme per aquests dos homes en solitari, sense cordes ni piolets, carregats d'instruments científics i servint-se de llargs bastons amb puntes de ferro. El temps afortunat i una lluna en solitari al cel van assegurar que tornessin vius. | » |
| — C. Douglas Milner | |   |

| «              | El seu era un magnífic assoliment de valor i determinació, un dels més grans dels annals de l'alpinisme. Va ser acomplert per homes que no només estaven en terres no explorades anteriorment, sinó també en una ruta que tots els guies creien que era impossible. | » |
| — Eric Shipton | |   |

Gaston Rébuffat va elogiar les habilitats d'escalada de Balmat, descrivint-lo com "Aquest home, robust, determinat, aquest caçador de cristalls que, tal com es mostra, posseeix un sentit extraordinari de l'alpinisme, un instint infal·lible per les fisures i els blocs de gel de les glaceres…"
Durant les Guerres Napoleòniques, la Savoia va caure sota domini francès, i Jacques Balmat va esdevenir un membre del consell de les comunes franceses. Un dels seus projectes —infructuós— fou el d'introduir l'ovella merina a la vall de Chamonix.
Balmat va ser criticat per la seva narració autobiogràfica de l'ascens, publicada en anglès amb el títol Jacques Balmat o El Primer Ascens al Mont Blanc: Una Història Certa, ja que menystenia el rol de Michel-Gabriel Paccard en l'expedició. Milner descriu la història de Balmat com "tèrbolament romàntica i en gran part fictícia", i cita quatre analistes de la història de l'alpinisme que van descobrir errors en la versió de Balmat. Eric Shipton, per exempke, descriu Balmat com una persona arrogant i egoïsta, i que tenia un caràcter ambiciós, vanitós i roí, a qui l'èxit li va pujar al cap, tot amplificant el seu rol en la proesa.
Balmat va morir l'any 1834 tot realitzant prospeccions a la cerca d'or a la vall de Sixt.